# Казахстан (Шардаринський район)
Казахста́н (каз. Қазақстан) — село у складі Шардаринського району Туркестанської області Казахстану. Входить до складу сільського округу Алатау-батира.
Населення — 4806 осіб (2021; 4393 у 2009, 3563 у 1999, 3220 у 1989).